# سیارک ۸۸۶۸
سیارک ۸۸۶۸ (به انگلیسی: 8868 Hjorter، نامگذاری:1992EE7) هشت هزار و هشتصد و شصت و هشتمین سیارک کشف شده‌است که در ۱ مارس ۱۹۹۲ کشف شد.
قدر مطلق سیارک برابر ۱۳٫۰۰ است.